# L'Attente (Picasso)
Pour les articles homonymes, voir Attente.
L'Attente – ou Margot – est un tableau réalisé par le peintre espagnol Pablo Picasso en 1901 à Paris, en France. Cette huile sur carton est le portrait en buste d'une jeune femme en chapeau vêtue de rouge, sans doute une morphinomane ou une prostituée. L'œuvre fait partie depuis 1932 des collections du musée Picasso, à Barcelone.